# Destino (álbum de Claudinho e Buchecha)
Destino é o quarto álbum de estúdio de Claudinho & Buchecha, lançado em 2000 pela Universal Music.

## Faixas
| N.º | Título                                        | Duração |  |
| 1.  | "Canto Pra Não Sofrer / Niterói - S. Gonçalo" | 4:08    |  |
| 2.  | "Berreco"                                     | 3:47    |  |
| 3.  | "Minha Tara"                                  | 3:50    |  |
| 4.  | "Males"                                       | 3:36    |  |
| 5.  | "Chuva Forte"                                 | 3:36    |  |
| 6.  | "Espelho"                                     | 2:51    |  |
| 7.  | "Para Ser Feliz e Sonhar"                     | 3:09    |  |
| 8.  | "Destino (Memê Version)"                      | 4:16    |  |
| 9.  | "Funk Doido"                                  | 3:55    |  |
| 10. | "Feiticeira"                                  | 2:54    |  |
| 11. | "Romântico Ainda Sou"                         | 4:16    |  |
| 12. | "Vinho Tinto"                                 | 3:35    |  |
| 13. | "Cidadão"                                     | 3:28    |  |
| 14. | "Descoberta"                                  | 3:15    |  |
| 15. | "Vermelho e Preto"                            | 3:02    |  |
| 16. | "Destino"                                     | 4:29    |  |